# Гюмри
Гюмри (на арменски: Գյումրի) е град в Западна Армения, втори по големина в страната с население от 121 976 души (2011). Той е сред най-тежко засегнатите от Арменското земетресение през 1988. Почти всички многоетажни сгради в града са разрушени и хиляди загиват.
Първото селище на това място е основано от гръцки колонисти около 401 пр.н.е., но по-късно то изчезва. През 1837 г. руснаците основават крепостта Александропол, по името на император Александър I, а през 1840 и едноименния град близо до нея. През 1853 г., по време на Кримската война, около града се водят тежки боеве между руски и турски войски. След Турско-арменската война когато през ноември 1920 арменските войски са разбити при Ерзурум, Армения капитулира и подписва тук на 2 декември 1920 г. Александрополския мирен договор с Турция с който признава Севърския договор за анулиран и удовлетворава турските териториални претенции. През 1924 г. Александропол е преименуван на Ленинакан, на името на съветския политик Ленин. През 1990 г. градът получава сегашното си име.

## Известни личности
Родени в Гюмри
- Георги Гурджиев (1866 – 1949), философ
- Аведик Исаакян (1875 – 1957), писател
- Ара Минасян (р. 1974), шахматист
- Тигран Хамасян (р. 1987), джаз пианист

Други
- Иван Баграмян (1897 – 1982), офицер, служи в града през 1923 – 1931

## Побратимени градове
| Град            | Страна   |
| --------------- | -------- |
| Александрия     | САЩ      |
| Александрия     | Египет   |
| Калининград     | Русия    |
| Кутаиси         | Грузия   |
| Нардо (Nardò)   | Италия   |
| Осаско (Osasco) | Бразилия |
| Пловдив         | България |